# Antoni Gabryszewski (prawnik)
Roman Gabryszewski (ur. w 1839 w Krzyżu, zm. 1898) – polski prawnik, sędzia.

## Życiorys
Syn Wincentego, powstańca listopadowego, i Anny z domu Kaczorowskiej. Kształcił się w gimnazjum w Tarnowie i na Wydziale Prawa Uniwersytetu Jagiellońskiego. Wstąpił do służby sądowniczej Austro-Węgier. Był auskultantem w Tarnowie i Rzeszowie, adiunktem w Tarnowie, naczelnikiem sądu powiatowego w Krościenku, od 1889 c. k. radcą sądu krajowego w Rzeszowie. Przewodniczył trybunałowi handlowemu. Zmarł w październiku 1898.
Jego bratem był Roman (1832-1897), prawnik i starosta, a bratankiem Antoni, lekarz.